# Tamiops
Tamiops är ett släkte i ekorrfamiljen med fyra arter som förekommer i östra och sydöstra Asien. Med sina 5 svarta längsgående strimmor på ryggen liknar de jordekorrar i utseende men de är inte närmare släkt med dessa. Ett närmare släktskap består däremot till praktekorrar och ibland listas arterna till detta släkte. Kroppslängden ligger mellan 10 och 16 centimeter och därtill kommer en 8 till 11 centimeter lång svans. Pälsens grundfärg är gråbrun och mellan de svarta strimmorna finns 3 ljusare strimmor. På undersidan förekommer ljusbrun till vit päls och vikten varierar mellan 40 och 85 gram.
Dessa ekorrar lever i träd. Beroende på utbredningsområde förekommer de i tropisk regnskog eller tempererade skogar. De vilar i trädens håligheter. Födan utgörs som hos flera andra ekorrar huvudsakligen av frön, nötter och frukter samt ibland av insekter. Arterna letar på dagen efter föda. En hona var dräktig med tre ungar.
Släktnamnet är bildat av det grekiska ordet tamias (jordekorre) och tillsatsen ops (har kännetecken av).
Arterna är:
- Tamiops macclellandi (Horsfield 1840), Himalaya, bergstrakter i Sydostasien
- Tamiops rodolphii (Milne Edwards 1867), Kambodja och angränsande regioner av Thailand, Laos och Vietnam
- Tamiops swinhoei (Milne Edwards 1874), södra Kina, norra Myanmar och Vietnam; samt en isolerad population i Hebei
- Tamiops maritimus (Bonhote 1900), sydöstra Kina, Taiwan, Vietnam, Laos

I vissa zoologiska affärer säljs dessa ekorrar som sällskapsdjur. Där kallas de ofta för "jordekorrar" på grund av att skillnaden till de äkta jordekorrarna för lekman är svårt att upptäcka.
Internationella naturvårdsunionen listar alla arter som livskraftiga (Least Concern).